# Rhinogobius brunneus
Rhinogobius brunneus är en fiskart som först beskrevs av Temminck och Schlegel, 1845.  Rhinogobius brunneus ingår i släktet Rhinogobius och familjen smörbultsfiskar. IUCN kategoriserar arten globalt som otillräckligt studerad. Inga underarter finns listade i Catalogue of Life.